# Nachwuchs-Leichtathletik-Länderkampf der Männer 1978 BR Deutschland – Frankreich
| 12. Leichtathletik-Länderkampf mit bundesdeutscher Beteiligung 1978 | 12. Leichtathletik-Länderkampf mit bundesdeutscher Beteiligung 1978 |
| ------------------------------------------------------------------- | ------------------------------------------------------------------- |
|                                                                     |                                                                     |
| Ländervergleich der Männer, Nachwuchs: BR Deutschland – Frankreich  |                                                                     |
| Austragungsort                                                      | Heidenheim                                                          |
| Wettbewerbe                                                         | 20                                                                  |
| Datum                                                               | 6. August                                                           |
| 1. FRG 2. FRA                                                       | 250 Punkte 187 Punkte                                               |
| Chronik                                                             |                                                                     |
| ← DNK-FRG-FRA-SWE-SUI 00Geher (F)                                   | FRG-NLD-SUI Str'lauf (M) →                                          |

Im zwölften Vergleich des Länderkampfjahres 1978 trafen sich die Leichtathleten aus der Bundesrepublik Deutschland und Frankreich zu ihrem zweiten Länderkampf mit dem allgemeinen leichtathletischen Programm in diesem Jahr. Diese zweite Veranstaltung galt der Förderung des Nachwuchses. Deshalb waren hier nur Athleten der Jahrgänge 1955 und jünger zugelassen. Die Begegnung wurde am 6. August in Heidenheim ausgetragen.

## Modus
Auf dem Programm standen die bei Länderkämpfen üblichen zwanzig Disziplinen. Aus dem olympischen Wettbewerbskatalog fehlten nur der Marathonlauf, die beiden Disziplinen im Straßengehen und der Zehnkampf. Am Start waren drei Teilnehmer je Land und Wettbewerb. In den Einzelwettbewerben wurden die Punkte verteilt wie folgt: 1. Platz: 7 P / 2. Pl.: 5 P / 3. Pl.: 4 P / 4. Pl.: 3 P / … In den Staffeln gab es wie üblich fünf zu zwei Punkte.

## Ergebnis
Das bundesdeutsche Nachwuchsteam lagen in allen Teilbereichen vorn. Die deutschen Leichtathleten gewannen sechs Einzelläufe. Ihre französischen Kontrahenten kamen hier zu drei Erfolgen, ein Wettbewerb endete remis. Auch die beiden Staffeln gingen an die Bundesrepublik. Im Bereich Sprung erzielten die französischen Vertreter einen Sieg, die bundesdeutschen Springer verbuchten zwei Disziplingewinne und auch hier gab es ein unentschieden. Ganz eindeutig waren die Resultate in der Kategorie Wurf/Stoß, in der die bundesdeutschen Sportler alle vier Wettbewerbe für sich entschieden. So setzte sich die Juniorenmannschaft der Bundesrepublik Deutschland in diesem Aufeinandertreffen mit 250 zu 187 Punkten gegen Frankreich durch.

## Legende
Kurze Übersicht zur Bedeutung der Symbolik – so üblicherweise auch in sonstigen Veröffentlichungen verwendet:
| DNF | nicht im Ziel (did not finish) |

## Resultate

### 100 m
| Platz | Athlet             | Land | Zeit (s) |
| ----- | ------------------ | ---- | -------- |
| 1     | Philippe Lejoncour | FRA  | 10,53    |
| 2     | Werner Bastians    | FRG  | 10,59    |
| 3     | Friedhelm Heckel   | FRG  | 10,73    |
| 4     | Eric Drut          | FRA  | 10,77    |
| 5     | Max Bessong        | FRG  | 10,83    |
| 6     | Serge Dalbon       | FRA  | 10,92    |

### 200 m
| Platz | Athlet             | Land | Zeit (s) |
| ----- | ------------------ | ---- | -------- |
| 1     | Philippe Lejoncour | FRA  | 21,23    |
| 2     | Werner Bastians    | FRG  | 21,25    |
| 3     | Friedrich Wenka    | FRG  | 21,67    |
| 4     | Uwe Fegert         | FRG  | 21,85    |
| 5     | Henri Willem       | FRA  | 21,94    |
| 6     | Bruno Guillou      | FRA  | 21,96    |

### 400 m
| Platz | Athlet           | Land | Zeit (s) |
| ----- | ---------------- | ---- | -------- |
| 1     | Joachim Rabstein | FRG  | 47,40    |
| 2     | Michael Düsing   | FRG  | 47,56    |
| 3     | Peter Steimel    | FRG  | 48,78    |
| 4     | Camille Oyac     | FRA  | 48,78    |
| 5     | André Lavie      | FRA  | 49,00    |
| 6     | Hervé Molas      | FRA  | 49,32    |

### 800 m
| Platz | Athlet            | Land | Zeit (min) |
| ----- | ----------------- | ---- | ---------- |
| 1     | Herbert Wursthorn | FRG  | 1:48,5     |
| 2     | Jürgen Lubrecht   | FRG  | 1:50,4     |
| 3     | Bruno Charlie     | FRA  | 1:51,1     |
| 4     | Hans Allmandinger | FRG  | 1:51,4     |
| 5     | Pascal Thomas     | FRA  | 1:51,7     |
| 6     | Guy Gabrielli     | FRA  | 1:56,9     |

### 1500 m
| Platz | Athlet            | Land | Zeit (min) |
| ----- | ----------------- | ---- | ---------- |
| 1     | Patriz Ilg        | FRG  | 3:45,6     |
| 2     | Michael Lederer   | FRG  | 3:46,1     |
| 3     | Manfred Nellesen  | FRG  | 3:46,3     |
| 4     | Denis Lequement   | FRA  | 3:48,2     |
| 5     | Alain Depessemier | FRA  | 3:49,6     |
| 6     | Laurent Flutton   | FRA  | 3:53,7     |

### 5000 m
| Platz | Athlet               | Land | Zeit (min) |
| ----- | -------------------- | ---- | ---------- |
| 1     | Dirk Sander          | FRG  | 14:25,4    |
| 2     | Dominique Chauvelier | FRA  | 14:36,4    |
| 3     | Philippe Leclair     | FRA  | 14:38,0    |
| 4     | Jürgen Dächert       | FRG  | 14:40,7    |
| 5     | Rainer Müller        | FRG  | 14:59,5    |
| 6     | Dominique Vernochet  | FRA  | 15:07,3    |

### 10.000 m
| Platz | Athlet           | Land | Zeit (min) |
| ----- | ---------------- | ---- | ---------- |
| 1     | Thierry Watrice  | FRA  | 29:52,0    |
| 2     | Guy Bourban      | FRA  | 31:00,0    |
| 3     | Stefan Pichler   | FRG  | 31:12,5    |
| 4     | Daniel Racape    | FRA  | 32:30,2    |
| DNF   | Harald Eifert    | FRG  |            |
| DNF   | Gerhard Krippner | FRG  |            |

### 110 m Hürden
| Platz | Athlet             | Land | Zeit (s) |
| ----- | ------------------ | ---- | -------- |
| 1     | Konrad Stark       | FRG  | 14,52    |
| 2     | Thierry Sellier    | FRA  | 14,63    |
| 3     | Karl-Jörg Kerl     | FRG  | 14,67    |
| 4     | Karl-Werner Dönges | FRG  | 14,68    |
| 5     | Christian Gabriel  | FRA  | 14,88    |
| 6     | Alain Barbier      | FRA  | 15,12    |

### 400 m Hürden
| Platz | Athlet         | Land | Zeit (s) |
| ----- | -------------- | ---- | -------- |
| 1     | Axel Salander  | FRG  | 50,90    |
| 2     | Martin Bürkle  | FRG  | 51,55    |
| 3     | Serge Guillen  | FRA  | 51,88    |
| 4     | Eric Le Dissez | FRA  | 52,20    |
| 5     | Olivier Belloc | FRA  | 52,85    |
| 6     | Norbert Sajons | FRG  | 52,98    |

### 3000 m Hindernis
| Platz | Athlet            | Land | Zeit (min) |
| ----- | ----------------- | ---- | ---------- |
| 1     | Philippe Gauthier | FRA  | 8:57,6     |
| 1     | Joseph Mahmoud    | FRA  | 8:57,6     |
| 3     | Christian Holotte | FRA  | 9:05,5     |
| 4     | Axel Diedrich     | FRG  | 9:15,5     |
| 5     | Georg Lukas       | FRG  | 9:16,3     |
| 6     | Manfred Schulz    | FRG  | 9:38,5     |

### 4 × 100 m Staffel
| Platz | Besetzung      | Land                                                      | Zeit (s) |
| ----- | -------------- | --------------------------------------------------------- | -------- |
| 1     | BR Deutschland | Friedhelm Heckel Werner Bastians Bruno Werner Uwe Fegert  | 40,30    |
| 2     | Frankreich     | Eric Drut Marc Gasparoni Bruno Guillou Philippe Lejoncour | 40,51    |

### 4 × 400 m Staffel
| Platz | Besetzung      | Land                                                    | Zeit (min) |
| ----- | -------------- | ------------------------------------------------------- | ---------- |
| 1     | BR Deutschland | Mehl Lothar Krieg Axel Salander Martin Weppler          | 3:10,2     |
| 2     | Frankreich     | Jean-Marie Laurens André Lavie Hervé Molas Camille Oyac | 3:17,2     |

### Hochsprung
| Platz | Athlet               | Land | Höhe (m) |
| ----- | -------------------- | ---- | -------- |
| 1     | Holger Marten        | FRG  | 2,17     |
| 2     | Andre Schneider      | FRG  | 2,14     |
| 3     | Michel Vila          | FRA  | 2,05     |
| 4     | Paul Frommeyer       | FRG  | 2,05     |
| 5     | Christian Klemenszak | FRA  | 2,05     |
| 6     | Bruno Boisseuil      | FRA  | 2,00     |

### Stabhochsprung
| Platz | Athlet           | Land | Höhe (m) |
| ----- | ---------------- | ---- | -------- |
| 1     | Philippe Houvion | FRA  | 5,00     |
| 2     | Thibaut Cadeau   | FRA  | 5,00     |
| 3     | Juan Nanot       | FRA  | 4,90     |
| 4     | Peter Volmer     | FRG  | 4,90     |
| 5     | Detlef de Raad   | FRG  | 4,70     |
| 6     | Dietmar Wesp     | FRG  | 4,70     |

### Weitsprung
| Platz | Athlet            | Land | Weite (m) |
| ----- | ----------------- | ---- | --------- |
| 1     | Jochen Verschl    | FRG  | 7,89      |
| 2     | Frédéric Charles  | FRA  | 7,61      |
| 3     | Ulrich Meier      | FRG  | 7,51      |
| 4     | Winfried Klepsch  | FRG  | 7,26      |
| 5     | Denis Pinabel     | FRA  | 7,08      |
| 6     | Patrice Terpereau | FRA  | 6,69      |

### Dreisprung
| Platz | Athlet             | Land | Weite (m) |
| ----- | ------------------ | ---- | --------- |
| 1     | Pierre Lefort      | FRA  | 15,75     |
| 2     | Wolfram Walther    | FRG  | 15,53     |
| 3     | Klaus Kübler       | FRG  | 15,28     |
| 4     | Jean-Paul Saleille | FRA  | 15,21     |
| 5     | Wolfgang Knabe     | FRG  | 15,09     |
| 6     | Christian Barbas   | FRA  | 15,02     |

### Kugelstoßen
| Platz | Athlet                  | Land | Weite (m) |
| ----- | ----------------------- | ---- | --------- |
| 1     | Claus-Dieter Föhrenbach | FRG  | 18,08     |
| 2     | Luc Viudès              | FRA  | 17,96     |
| 3     | Peter Salzer            | FRG  | 16,89     |
| 4     | Udo Gelhausen           | FRG  | 16,64     |
| 5     | Gilbert Basti           | FRA  | 15,97     |
| 6     | Daniel Oniewski         | FRA  | 11,83     |

### Diskuswurf
| Platz | Athlet           | Land | Weite (m) |
| ----- | ---------------- | ---- | --------- |
| 1     | Thomas Berlep    | FRG  | 59,06     |
| 2     | Werner Hartmann  | FRG  | 58,88     |
| 3     | Marc David       | FRA  | 51,40     |
| 4     | Daniel Oniewski  | FRA  | 50,58     |
| 5     | Bernhard Fischer | FRG  | 50,20     |
| 6     | Luc Viudès       | FRA  | 45,74     |

### Hammerwurf
| Platz | Athlet           | Land | Weite (m) |
| ----- | ---------------- | ---- | --------- |
| 1     | Klaus Ploghaus   | FRG  | 72,06     |
| 2     | Manfred Schubert | FRG  | 69,44     |
| 3     | Roland Klein     | FRG  | 66,74     |
| 4     | Roland Dufour    | FRA  | 58,74     |
| 5     | Michel Decker    | FRA  | 58,40     |
| 6     | Marc Bonnefous   | FRA  | 56,74     |

### Speerwurf
| Platz | Athlet           | Land | Weite (m) |
| ----- | ---------------- | ---- | --------- |
| 1     | Helmut Schreiber | FRG  | 81,26     |
| 2     | Claude Cabaud    | FRA  | 75,28     |
| 3     | Klaus Tafelmeier | FRG  | 74,58     |
| 4     | Michel Bertimont | FRA  | 70,20     |
| 5     | Udo Mäußnest     | FRG  | 69,94     |
| 6     | Pierre Beaudoin  | FRA  | 65,52     |